# Agostino Centurione
Agostino Centurione a été le 110e doge de Gênes du 23 août 1650 au 23 août 1652.